# 太平猴魁

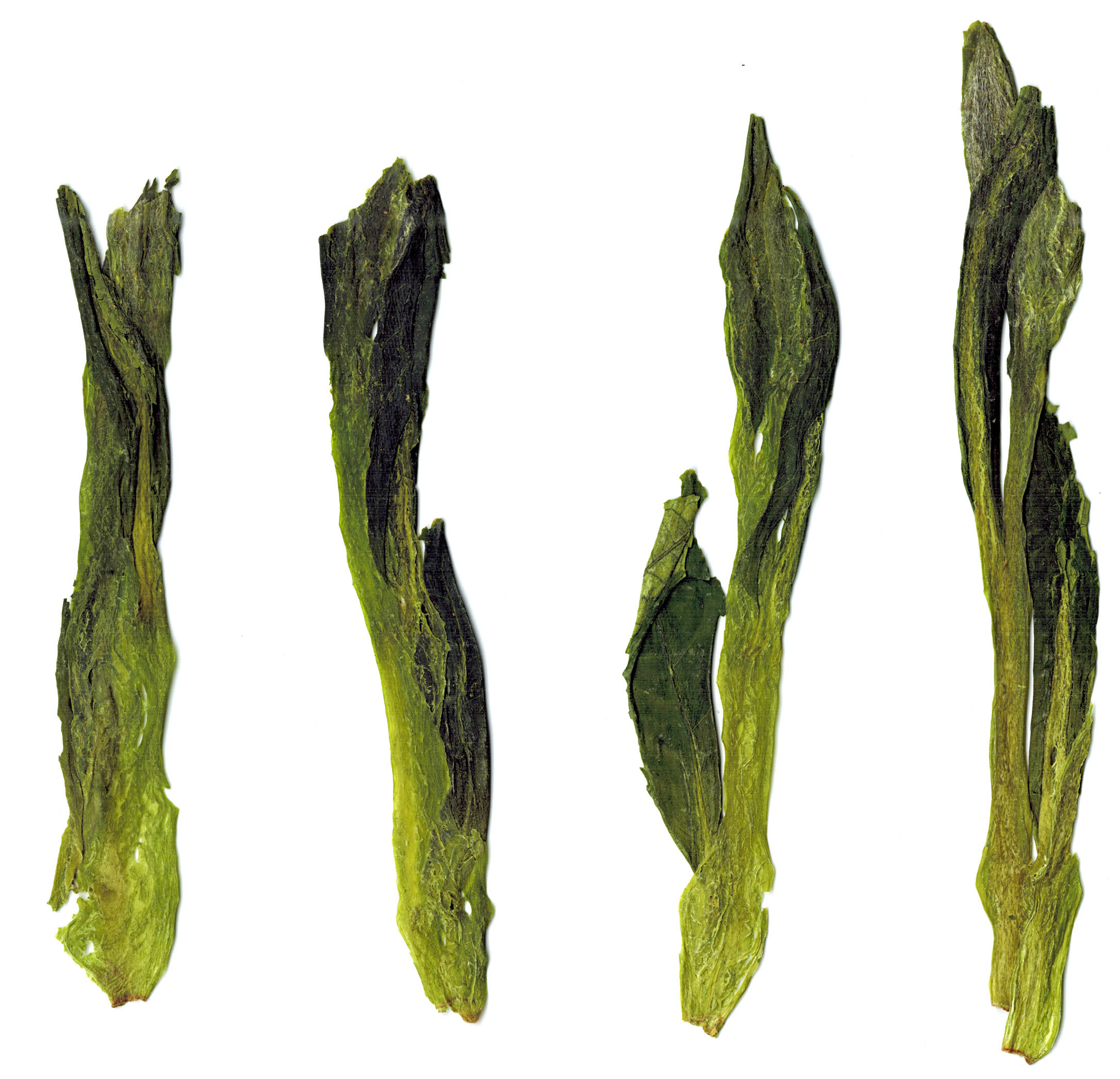
太平猴魁の茶葉

太平猴魁（たいへいこうかい）は、中華人民共和国安徽省の緑茶。
安徽省黄山市などで生産されている中国緑茶である。日本の多くの緑茶のように生の茶葉に蒸気を通してを蒸す「蒸青」でも、龍井茶のような釜炒り茶（「炒青」）でもなく、火で炙る「烘青」という製法で作られる。
1915年のサンフランシスコ万国博覧会において金賞を獲得している。
柿大茶種という在来種の茶樹から作られ、穀雨の後に一芽三葉を摘み、その中から質の良い一芽二葉を選んで製茶を行う。一芽を2枚の葉で挟んで平たく真っすぐな形に整えるため、上質な太平猴魁は手作業で作られる。作った茶葉1枚1枚を網の上に広げて乾燥させるため、茶葉の表面には網目状の凹凸ができる。